# De moord van Raamsdonk
De moord van Raamsdonk is een parodie op het genre moordlied. Het is niet bekend wanneer of door wie het lied is geschreven.

## Het moordlied
Moordliederen waren liedjes over (verzonnen) moorden, vaak met gruwelijke en wrede details. Ze werden door straatzangers tot midden 20e eeuw gezongen. De Moord van Raamsdonk, geschreven als parodie op het genre, is uitgegroeid tot waarschijnlijk het bekendste en zeker het meest uitgebreide voorbeeld. 
Het lied werd vooral door straatzangers verspreid en uitgebreid, maar er zijn ook honderden liedbladen bekend, soms met expressieve gravures van de slachtoffers erbij gedrukt. In 1933 publiceerden Douwe Wouters en J. Moormann het lied in een boek.
Het complete lied heeft honderden coupletten, maar hieronder staat een beknopte versie zoals die in de Koninklijke Bibliotheek wordt bewaard. De titel van dit lied is: "Vreeselijke moord te Raamsdonk, gepleegd op de slachtoffers".
Al op een dorp niet ver van hier
Daar leefde een heer voor zijn plezier
De vrouw had goed de man had geld
Daar waren de rovers op gesteld
Al op een nacht heel onverwacht
Werd aan het gruwelstuk gedacht
Ze gingen stil gelijk een muis
En kwamen in het heerenhuis
De man werd gruwelijk vermoord
De vrouw werd in haar bloed gesmoord
Zij namen alles los en vast
Tot zelfs de groote linnenkast
De meid die was van schrik haast dood
Ze liep van angst in eene sloot
De schout van 't dorp niet onverveerd
Die pakte de moord'naars bij den steert
Zij moesten komen voor 't gerecht
De doodstraf werd hun aangezegd
Zij zaten in de gevangenis
In groote angst en droefenis
Zij ondergingen een droevig lot
Zij stierven alle op 't schavot
Zoo wordt de gruweldaad gestraft
Nu rusten ze allen in het graf
Na vele jaren mondelijke doorvertelling en doordat er steeds weer delen bij werden bedacht, werd het lied steeds langer. Ook werden de details almaar gruwelijker. Hier volgt een voorbeeld van zo'n nogal bloederig gedeelte:
En Antoinette die schone maagd
Werd in de lengte doorgezaagd
Een dochtertje van een jaar of zeven
Werd op het aanrecht fijngewreven
De oudste dochter, bijna bruid
Zwom in haar bloed de kamer uit
De man werd in zijn bed gesmoord
Met 14 el gordijnenkoord.

## Kinderliedje
Van dit lied zijn ook kinderliedjes afgeleid. Een voorbeeld hiervan is het klapliedje 'Er is een vrouw vermoord':
Er is een vrouw vermoord
Met een gordijnenkoord
Ik heb het zelf gezien
Het was op nummer 10
Het bloed liep langs de trap
Het leek net bessensap
Ik nam er een likje van
Ik werd er misselijk van
Ik belde de politie op
Ik zei mijn naam hardop
Mijn naam is eja Thea
Dikke dikke Thea
Olle bolle whiskie
Elastiek!
Natuurlijk zijn ook van dit liedje vele varianten, zoals 'Achter een gordijnenkoord' (in plaats van 'Met een gordijnenkoord'), 'kamer 10' (in plaats van 'nummer 10'), 'tomatensap' of 'currysap' (in plaats van 'bessensap'), 'Olé!' (i.p.v. 'Elastiek!'), enzovoort.
Ook zijn er soms nog andere regels toegevoegd, zoals 'Haar hoofd lag in de pan, ik kreeg er honger van' of 'ik werd er misselijk van'.

## Trivia
- De Nederlandse animatiefilm De moord van Raamsdonk (1936) werd gemaakt door Otto van Neijenhoff en Frans ter Gast.[4]
- Voor uitgever Thomas Rap verzamelde Guus Luyters zoveel mogelijk coupletten van het gedicht. Ze verschenen met illustraties van Norge Bend in 1968 onder de titel De Moord Van Raamsdonk.